# Río Guajacabo
El río Guajacabo es un curso de agua de la isla de Cuba. Discurre por la provincia de Granma.

## Descripción
El río, que discurre por la provincia cubana de Granma, acaba perdiéndose en la ciénaga del Buey, no lejos por la izquierda de los derrames del río Mabay, del que se ha considerado afluente. Aparece descrito en el segundo tomo del Diccionario geográfico, estadístico, histórico, de la isla de Cuba de Jacobo de la Pezuela con las siguientes palabras:

Guajacabo.=Riachuelo que nace en la sábana de Caoba en el part.º de Barrancas pasando por las haciendas de San Fernando, el Mango, San Joaquín y otras, perdiéndose en la ciénaga del Buey no lejos de la izquierda de los derrámes del rio Mabai, del cual puede considerarse como un afluente por su ribera izquierda. Sus aguas son potables en las crecientes. Se derrama en un grande espacio, en la seca se agota, y no recibe mas afluentes que algunas cañadas como son la Bermeja y la Cañada Larga que es un brazo del Mabai que se le reune por la derecha en tierra del corral Jotí. Se ha esteblecido sobre este rio un puente en el camino de travesía de Barrancas á la hacienda del Humilladero. Se construyó en 1846 con lozas sobre durmientes. J. de Bayamo.
(Pezuela, 1863, p. 434)